# Liepāja
Liepāja ([liepaːja]ⓘ, en lituano: Liepoja; polaco: Lipawa; alemán: Libau; yiddish: ליבאַװע / Libave) es una ciudad al oeste de Letonia, en el mar Báltico. Es la tercera ciudad más grande de Letonia y tiene el puerto más grande del Báltico, que no se ve afectado por el hielo en invierno (siempre exceptuando a Kaliningrado).
En 2013 obtuvo la distinción EDEN, que otorga la Comisión Europea, a uno de los mejores destinos turísticos «Turismo y la accesibilidad».
Liepāja fue elegida Capital Europea de la Cultura para 2027.

## Historia

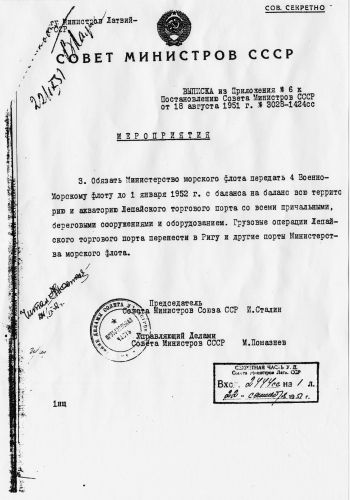
Documento secreto soviético de 1951 sobre crear un puerto militar secreto en Liepāja. Este documento fue firmado por Stalin.

Liepāja fue fundada por un pescador curonio y su primer nombre fue Lyva en 1253. Diez años más tarde, en 1263, se le cambia el nombre por el de Libau. El nombre Liepāja se incluye en 1560. Durante todo este tiempo estuvo en control livón y polaco.
Liepāja y su región (Curlandia), pasaron en 1795 a control del Imperio ruso y, durante el siglo XIX y principios del XX, fue el mayor puerto de inmigrantes rusos hacia Estados Unidos. En 1919, cuando los bolcheviques entraron en Letonia, durante poco tiempo, el gobierno se centró en Liepāja.
En 1941, Liepāja fue una de las primeras ciudades capturadas por la 291.ª División de Infantería del Grupo de Ejércitos Norte después de que la Alemania nazi iniciara la operación Barbarossa, su guerra contra la Unión Soviética. Los alemanes y los colaboracionistas letones prácticamente exterminaron a la población judía, que contaba unas 7000 antes de la guerra.
Entre 1944 y 1945, a medida que empezó la Unión Soviética su ofensiva hacia el mar Báltico, Liepāja quedó dentro de la llamada «bolsa de Curlandia», siendo ocupada por el Ejército Rojo el 9 de mayo de 1945.
En 1977, la ciudad de Liepāja fue galardonada con la Orden de la Revolución de Octubre por su heroica defensa contra la Alemania nazi en 1941. Cinco de sus residentes fueron reconocidos como Héroes del Trabajo Socialista: Anatolijs Filatkins, Artūrs Fridrihsons, Voldemārs Lazdups, Valentins Šuvajevs y Otīlija Žagata. El rápido aumento de la población de la ciudad trajo como consecuencia una escasez de viviendas. Para solucionar esto, el gobierno soviético organizó el desarrollo de la mayor parte de los distritos modernos de Liepāja: Dienvidrietumi, Ezerkrasts, Ziemeļu priekšpilsēta, Zaļā birze y Tosmare.
Una vez independizada Letonia de la Unión Soviética, Liepāja sufrió unas profundas transformaciones, pasando de ser una ciudad militar a una ciudad portuaria moderna. Un ejemplo es el reformado Aeropuerto Internacional de Liepāja, que, de construcción soviética, ha sido reformado en los últimos años y ahora es el tercer aeropuerto del país y uno de los dos que funcionan.